# Liste des intercommunalités à Mayotte
Depuis le 1er janvier 2021, le département de Mayotte compte deux communautés d'agglomération et trois communautés de communes :

## Intercommunalités à fiscalité propre
| Forme juridique            | Nom                              | no SIREN  | Date de création | Nombre de communes | Population (der. pop. légale) | Superficie (km2) | Densité (hab./km2) | Siège      | Président                | Type de fiscalité |
| -------------------------- | -------------------------------- | --------- | ---------------- | ------------------ | ----------------------------- | ---------------- | ------------------ | ---------- | ------------------------ | ----------------- |
| Communauté d'agglomération | CA de Dembeni-Mamoudzou (cadema) | 200060457 | 28 décembre 2015 | 2                  | 87 285 (2017)                 | 80,68            | 1 082              | Mamoudzou  | Saindou Rachadi          | FPU               |
| Communauté d'agglomération | CA du Grand Nord de Mayotte      | 200060465 | 28 décembre 2015 | 4                  | 59 042 (2017)                 | 90,06            | 656                | Bandraboua | Assani Saindou Bamcolo   | FPU               |
| Communauté de communes     | CC de Petite-Terre               | 200050532 | 30 décembre 2014 | 2                  | 29 273 (2017)                 | 12,11            | 2 417              | Pamandzi   | Said Omar Oili           | FPU               |
| Communauté de communes     | CC du Centre-Ouest               | 200059871 | 28 décembre 2015 | 5                  | 50 020 (2017)                 | 93,73            | 534                | Tsingoni   | Zaïnoudine Antoyissa     | FPU               |
| Communauté de communes     | CC du Sud                        | 200060473 | 28 décembre 2015 | 4                  | 30 898 (2017)                 | 100,2            | 308                | Bandrele   | Ismaela Mderemane Saheva | FPU               |